# Jo Kendall
Jo Kendall (geb. 17. Februar 1940 in Lincoln, Lincolnshire, England; † 29. Januar 2022 in London) war eine britische Schauspielerin.

## Leben
Sie studierte an der Universität Cambridge. Im August 1963 trat sie am West End in London, in Neuseeland und Broadway auf, außerdem in der Universität Cambridge-Revue Cambridge Circus unter der Regie von Humphrey Barclay mit Graham Chapman, John Cleese, Bill Oddie, Tim Brooke-Taylor, David Hatch und Chris Stuart-Clark.
Als sie zur Hörfunk-Comedy kam, wurde sie eine reguläre Mitspielerin bei BBCs I’m Sorry, I’ll Read That Again (mit John Cleese, Tim Brooke-Taylor, Bill Oddie, Graeme Garden und David Hatch) und ein Mitglied der allerersten Edition von I’m Sorry I Haven’t a Clue. Kendall trat auch in anderen beliebten Hörfunk-Comedy-Serien wie The Burkiss Way und spielte Lady Cynthia Fitzmelton in der Pilotfolge von Per Anhalter durch die Galaxis.
Als sie Comedy für 'ernstes' Drama verließ, spielte sie 1992 Annie in der Filmadaptation von Howards End unter der Regie von James Ivory und als die Hausmutter Miss Biggs in Scum.
Sie spielte auch Peggy Skilbeck in der ITV-Serie Emmerdale Farm.
Sie starb im Januar 2022 im Alter von 81 Jahren in Denville Hall, einem Altenheim im Westen Londons für professionelle Schauspieler.

## Filmografie (Auswahl)
- 1972–1973: Emmerdale Farm (Fernsehserie, 48 Folgen)
- 1976: Mit Schirm, Charme und Melone (The New Avengers; Fernsehserie, 1 Folge)
- 1979: Der Prinzregent (Prince Regent; Fernseh-Mehrteiler)
- 1992: Wiedersehen in Howards End (Howards End)
- 1993: Was vom Tage übrig blieb (The Remains of the Day)
- 1993–1997: The Bill (Fernsehserie, 3 Folgen)
- 1997: Fünf Freunde (The Famous Five; Fernsehserie, 2 Folgen)